# 帕克西山
15°0′47″S 72°55′54″W / 15.01306°S 72.93167°W
帕克西山（Paxsi），是秘魯的山峰，位於該國南部阿雷基帕大區，由拉烏尼翁省負責管轄，屬於安第斯山脈的一部分，該山峰海拔高度4,941米。